# Jocs Olímpics d'Hivern de 1924
Els Jocs Olímpics d'Hivern de 1924, oficialment anomenats I Jocs Olímpics d'Hivern, es van celebrar a la ciutat de Chamonix (França) entre el 25 de gener i el 5 de febrer de 1924. Hi participaren un total de 258 esportistes (247 homes i 11 dones) de 16 comitès nacionals que competiren en 7 esports i 16 especialitats.
Fins a la realització dels Jocs Olímpics d'Hivern de 1992 a Albertville (França) els Jocs Olímpics d'Hivern i els Jocs Olímpics d'Estiu conicidien en el mateix any. A partir d'aquell moment passaren a alternar-se cada dos anys.

## Orígens
Inicialment aquests Jocs foren anomenats Setmana Internacional dels esports d'hivern, una resposta del mateix Comitè Nacional francès a la realització dels Jocs Olímpics d'Estiu de 1924 a París. Posteriorment el mateix Comitè Olímpic Internacional (COI) els considerà com a propis i foren anoments els I Jocs Olímpics d'hivern.
El 22 de juny de 1922 el Comitè Olímpic francès designà Chamonix com a seu de la Setmana Internacional dels esports d'hivern per davant de les poblacions de Gérardmer (departament dels Vosges) i Luchon-Superbagnères (Pirineus).

## Comitès participants
En aquests Jocs Olímpics participaren un total de 258 competidors, entre ells 11 dones, de 16 comitès nacionals diferents:
| - Àustria (4) - Bèlgica (18) - Canadà (12) - Estats Units (24) - Finlàndia (13) - França (39) - Hongria (4) - Itàlia (18) |  | - Iugoslàvia (4) - Letònia (2) - Noruega (14) - Polònia (4) - Regne Unit (28) - Suïssa (27) - Suècia (23) - Txecoslovàquia (24) |

Així mateix un competidor d'Estònia fou convidat a participar-hi, però finalment no ho feu.

## Esports disputats
Un total de 7 esports foren disputats en aquests Jocs Olímpics, realitzant-se un total de 16 proves.

## Fets destacats

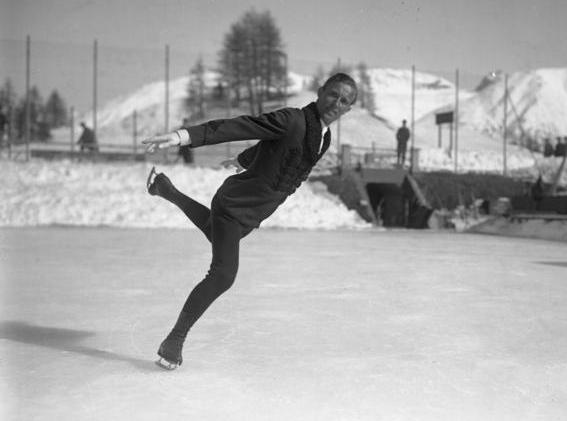
Imatge de Gillis Grafström en una imatge de 1931.

- Els jocs foren ignaugurats per Gaston Vidal, sotsecretari d'estat per a l'educació física sota el segon govern de Raymond Poincaré (1922-1924).

- Les dificultats per a realitzar aquests esdeveniments durant l'estiu van ser les raons que van dur al Comitè Olímpic Internacional, reunit a Lausana l'any 1921, a fixar l'organització de la Setmana Internacional dels esports d'hivern juntament amb la realització dels Jocs Olímpics d'Estiu de 1924 a París.

- El patinatge artístic sobre gel fou un esport olímpic que participà en els Jocs Olímpics d'Estiu de 1908 a Londres (Regne Unit) i 1920 a Anvers (Bèlgica), i l'hoquei sobre gel participà en els Jocs Olímpcis d'estiu de 1920. A partir d'aquesta edició ambdós esports passaren a disputar-se en les olimpíades d'hivern.

- El nord-americà Charles Jewtraw, guanyador de la prova de patinatge de velocitat sobre gel en 500 metres, va ser el primer guanyador d'una medalla d'or en uns Jocs Olímpics d'hivern.

- La patinadora austríaca Herma Szabo-Plank es convertí en la primera dona guanyadora d'un or olímpic en els Jocs Olímpics d'hivern en guanyar la disciplina de patinatge artístic femení.

- L'equip canadenc d'hoquei sobre gel i el patinador suec Gillis Grafström es van convertir en els únics esportistes que han pogut defensar la medalla d'or aconseguida en els Jocs Olímpics d'estiu en uns Jocs d'hivern.

- Una medalla honorífica va ser lliurada al muntanyenc Charles Bruce, líder de l'expedició que va tractar d'arribar al cim de l'Everest l'any 1922.

- L'última medalla dels Jocs va ser lliurada l'any 1974. Després de revisions posteriors es va descobrir que la puntuació del noruec Thorleif Haug en el salt d'esquí havia estat equivocada, motiu pel qual el Comitè Olímpic Internacional (COI) decidí retirar-li la medalla i atorgar-la al seu veritable guanyador, el nord-americà Anders Haugen.

- Un joveníssim (18 anys) Frison-Roche va ser Secretari del comitè organitzador.

## Medaller
Deu nacions amb més medalles en els Jocs Olímpics de 1924. País amfitrió ressaltat.
| Jocs Olímpics d'hivern de 1924 | Jocs Olímpics d'hivern de 1924 | Jocs Olímpics d'hivern de 1924 | Jocs Olímpics d'hivern de 1924 | Jocs Olímpics d'hivern de 1924 | Anells Olímpics |
| Posició                        | País                           | Or                             | Plata                          | Bronze                         | Total           |
| 1                              | Noruega                        | 4                              | 7                              | 6                              | 17              |
| 2                              | Finlàndia                      | 4                              | 4                              | 3                              | 11              |
| 3                              | Àustria                        | 2                              | 1                              | 0                              | 3               |
| 4                              | Suïssa                         | 2                              | 0                              | 1                              | 3               |
| 5                              | Estats Units                   | 1                              | 2                              | 1                              | 4               |
| 6                              | Regne Unit                     | 1                              | 1                              | 2                              | 4               |
| 7                              | Suècia                         | 1                              | 1                              | 0                              | 2               |
| 8                              | Canadà                         | 1                              | 0                              | 0                              | 1               |
| 9                              | França                         | 0                              | 0                              | 3                              | 3               |
| 10                             | Bèlgica                        | 0                              | 0                              | 1                              | 1               |

### Medallistes més guardonats
| Atleta               | CON       | Disciplina             | Or | Plata | Bronze | Total |
| Clas Thunberg        | Finlàndia | Patinatge de velocitat | 3  | 1     | 1      | 5     |
| Roald Larsen         | Noruega   | Patinatge de velocitat | 0  | 2     | 3      | 5     |
| Thorleif Haug        | Noruega   | Combinada nòrdica      | 3  | 0     | 0      | 3     |
| Julius Skutnabb      | Finlàndia | Patinatge de velocitat | 1  | 1     | 1      | 3     |
| Johan Grøttumsbråten | Noruega   | Combinada nòrdica      | 0  | 1     | 2      | 3     |
| Thoralf Stromstad    | Noruega   | Combinada nòrdica      | 0  | 2     | 0      | 2     |